# 藤島隆
藤島隆（ふじしま たかし、1945年- ）は、日本の図書館員、図書館研究者。

## 人物・来歴
北海道札幌市生まれ。1970年、北海学園大学法学部を卒業し、北海道大学附属図書館勤務。旭川医科大学、山梨医科大学、山形大学、徳島大学等を経て、2005年富山大学附属図書館を退職。図書館・貸本業を研究した。

## 著書
- 『明治期北海道の図書館』北の文庫, 1993.11
- 『北大図書館物語』北の文庫, 2005.12
- 『貸本屋独立社とその系譜』(北方新書 北海道出版企画センター, 2010.6
- 『藤島隆書誌選集 北海道の図書館と図書館人』(文献探索人叢書) 編著. 金沢文圃閣, 2012
- 『藤島隆著作選集 2 (北海道の図書館と図書館人 part 2)』 (文献探索人叢書)編著. 金沢文圃閣, 2014
- 『大正期北海道の図書館』編著. 北の文庫, 2016.1
- 『独立社と札幌の貸本文化』北の文庫, 2017.1
- 『北海道図書館史 絵葉書でたどる150年』北の文庫, 2018.5

### 共編著
- 『北のアンティクアリアン 札幌古書店の足跡』菅原英一共編著. 北の文庫, 1988.12
- 『北海道図書館史新聞資料集成 明治・大正期篇』編. 北海道出版企画センター, 2003.11
- 『貸本関係資料集成 戦後大衆の読書装置』文圃文献類従  浅岡邦雄, 大竹正春,梶井純共編. 金沢文圃閣, 2012-17
- 『北海道の教育会図書館 資料』編著. 北の文庫, 2015.2
- 『北海道図書館史新聞資料集成 明治・大正期篇 補遺』編. 北の文庫, 2019.3
- 『高倉新一郎書誌』編. 北の文庫, 2021.7